# Poupehan
Poupehan (wallon: Pouphan) est une section de la ville belge de Bouillon, située en Région wallonne dans la province de Luxembourg.
C'était une commune à part entière avant la fusion des communes de 1977.
Ce petit village bien exposé sur le versant méridional de l'Ardenne est blotti au bord de la Semois. Il est entouré de collines boisées que dominent de nombreux points de vue.
Au sein d’un cadre naturel, il existe de nombreuses possibilités de promenades pédestres balisées en forêt, VTT, pêche, kayak et baignades dans la Semois.

## Démographie
- Source:INS recensements population

## Patrimoine et culture

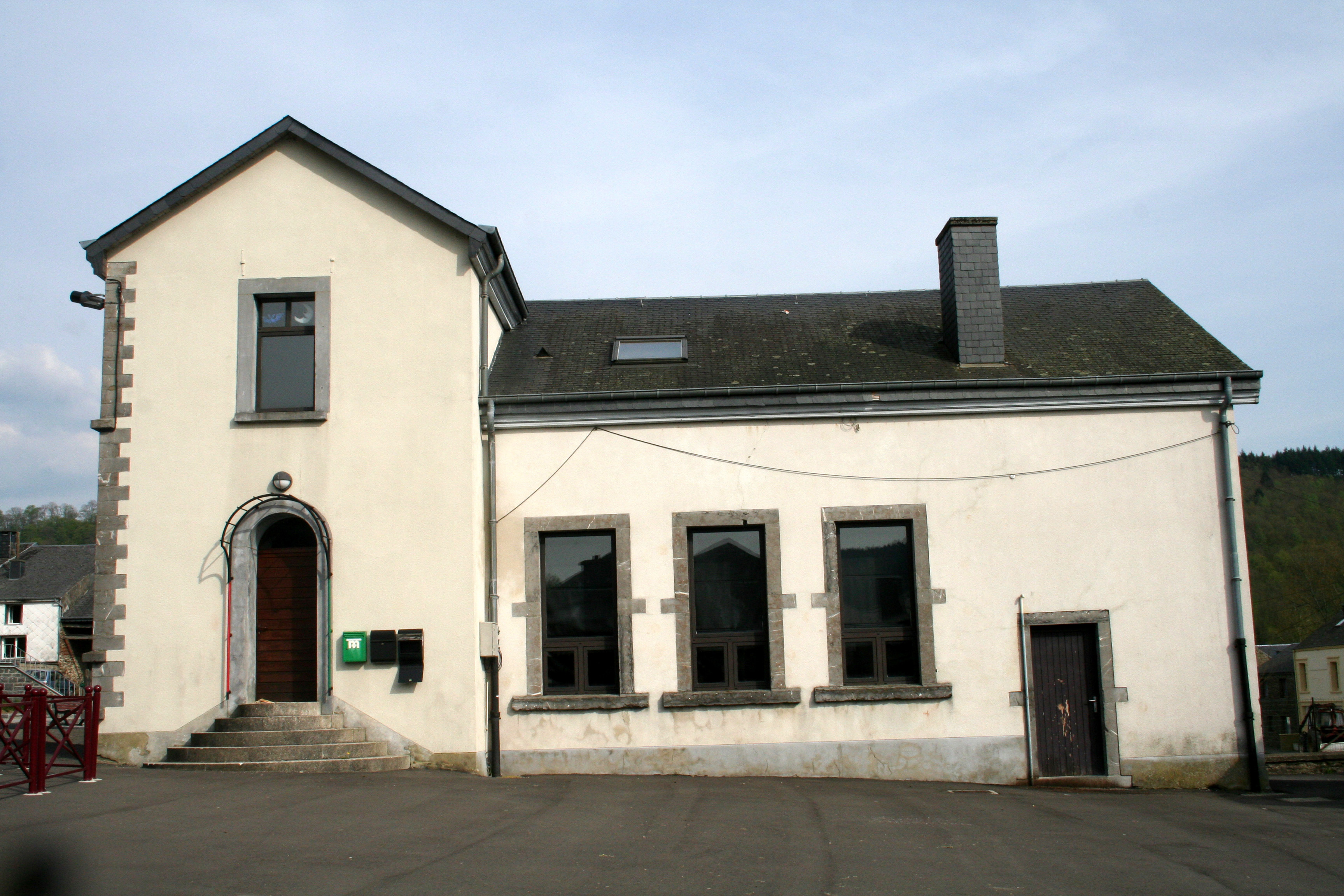
L'ancienne école.

### Patrimoine architectural et naturel
Les maisons de Poupehan aux pierres de schiste et aux toits d’ardoises ont gardé leur cachet. De nombreux séchoirs à tabac disséminés dans les champs ou adossés aux habitations et le lavoir au milieu du village, rappellent le temps jadis où la culture du tabac et le linge dans les lavoirs occupait tous les bras disponibles du village.

#### Patrimoine naturel
Poupehan possède un patrimoine naturel mis en avant comme les rives sauvages de la Semois. Il existe également de nombreux points de vue comme la Roche Gilquin et la ‘Chaire à prêcher’ d’où Pierre l’Ermite aurait harangué les habitants de la vallée pour les décider à suivre Godefroy de Bouillon lors de la première croisade (légende), ainsi que les Rochers du Midi, et celui aux Éperviers, site classé de Merleuxhan.